# تیرماهیان
تیرماهیان (نام علمی: Microdesmidae) نام یک تیره از راسته سوف‌ماهی‌سانان است.